# کش مهار (ژئوتکنیک)

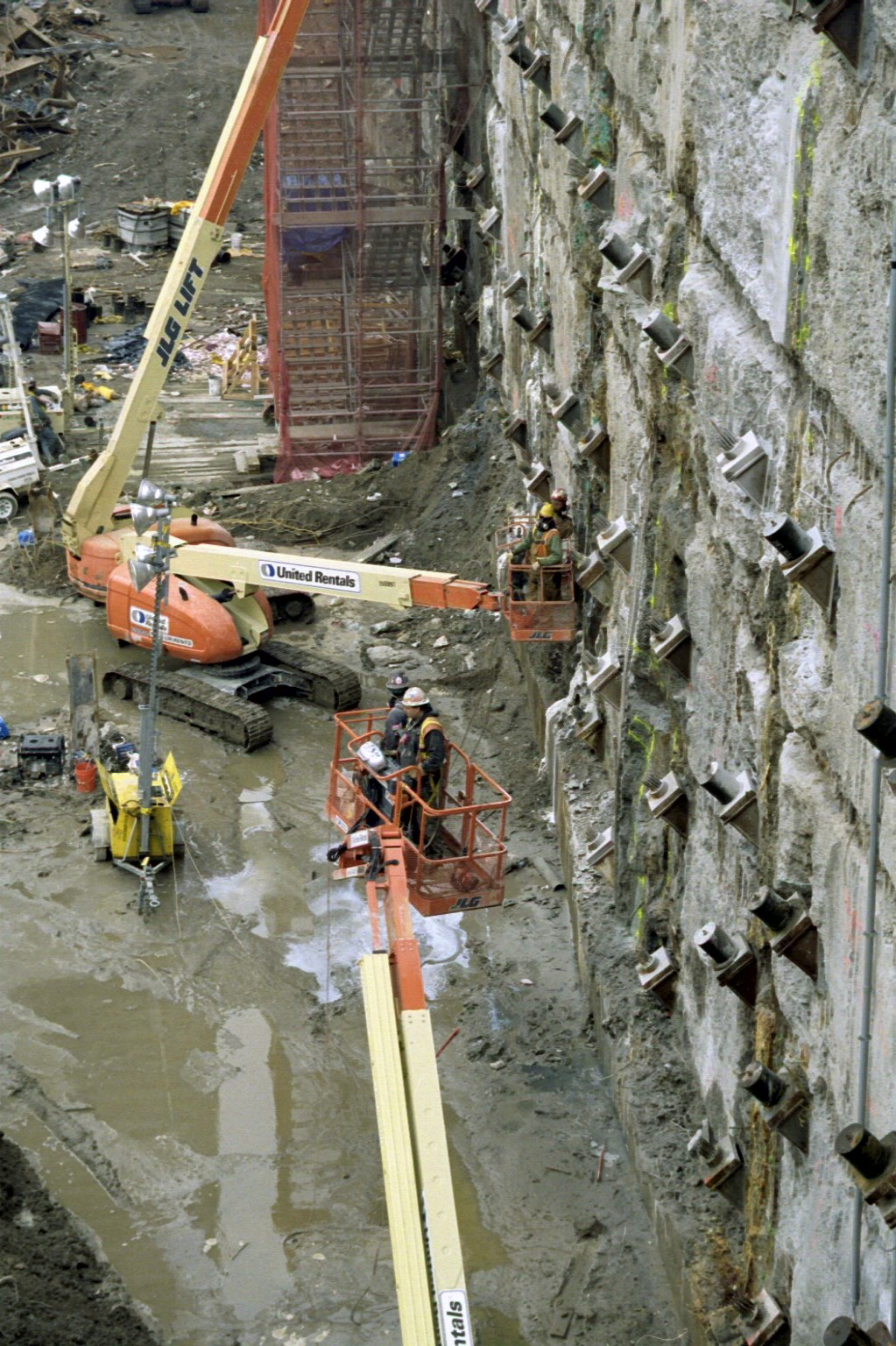
Tiebacks برای تقویت یک دیواره گود برداری در Ground Zero، نیویورک

کش مهار (به انگلیسی: tieback) یک عنصر سازه ای است که در خاک یا سنگ نصب می‌شود تا بار کششی اعمال شده را به زمین منتقل کند. کش مهار به‌طور معمول در شکل یک سیم افقی یا میله، یا مهار مارپیچ، به همراه سایر سیستم‌های نگهدارنده (به عنوان مثال شمع‌های گودبرداری، سپرهای گودبرداری، دیوارها…) استفاده می‌شود تا پایداری بیشتری در دیوارهای حائل خاک ایجاد شود. یک انتهای کش مهار به دیوار محکم شده و انتهای دیگر به یک سازه پایدار مهار شده‌است، مانند یک سازه بتنی مدفون در خاک که به داخل زمین رانده شده‌است و با مقاومت کافی مهار شده‌است. سازه بتنی مدفون کش مهار در برابر نیروهایی که به دیوار حایل وارد می‌شود مقاومت می‌کند و مانع ضعیف شدن سیستم سازه نگهدارنده خاک می‌شود. به عنوان مثال، هنگامی که یک دیوار یا سد دریایی، پس از یک باران سنگین با آب در دام افتاده سمت زمین، به سوی دریا تحت فشار قرار می‌گیرد.
کش‌های مهار با استفاده از شافت قطر کوچک به داخل خاک حفر می‌شوند و معمولاً با زاویه ۱۵ تا ۴۵ درجه نصب می‌شوند. می‌توان آن را مستقیماً در یک شمع حفر کرد، یا از طریق یک تیر افقی که بین شمع‌های متوالی نصب شده‌است. کش‌های مهار دوغاب ریزی شده را می‌توان توسط میله‌های فولادی که از طریق یک دیوار بتونی به داخل خاک حفر شده‌اند، و به سنگ بستر در طرف دیگر مهار شده‌است، ساخت. سپس گروت تحت فشار به سوراخ‌های مهار tieback پمپ می‌شود تا مقاومت خاک افزایش یابد و از این طریق از بیرون کشیدن کش‌های مهار جلوگیری شود و خطر ناپایداری دیوار را کاهش می‌دهد. مهارهای مارپیچ در موقعیت خود پیچ می‌شوند. ظرفیت آنها متناسب با گشتاور مورد نیاز هنگام نصب است. این رابطه مطابق با معادله Qt = kT است که Qt مقاومت کششی در کل، k یک ثابت تجربی و T گشتاور نصب است. این مهارهای مارپیچ هم برای بارهای کوچک در مقاطع با طول کوتاه یا برای بارهای بزرگتر و در مقاطع با طول بلند نصب می‌شوند.

## ملاحظات طراحی
هدف اصلی سیستم دیواره مهار شده، ساختن یک پایداری داخل توده خاک برای مقاومت در برابر حالت‌های شکست‌های خارجی و در عین حال حفظ سطح قابل قبول بهره‌برداری است. سیستم ساخته شده باید حرکت خاک و دیوار را محدود کند. مقدار نیروی کل نیروی مهاری مورد نیاز در کش مهار را می‌توان با تجزیه و تحلیل ویژگی‌های خاک و آب‌های زیرزمینی و همچنین منشأ بارهای خارجی اعمال شده به سیستم تعیین کرد.
طول پیوند کش مهار باید فراتر از سطح شکست بحرانی بالقوه خاک باشد. در غیر این صورت، کش مهار (tieback)نمی‌تواند مقاومت در برابر شکست توده خاک محصور در سطح خرابی را فراهم کند.

## آزمایش
پس از نصب و معمولاً از قبل بارگیری، کش‌های مهار(tiebacks) تست می‌شوند. به‌طور خاص، ترکیبی از تست‌های صحت و سلامت کار و نیز تست‌های عملکردی در هر کار انجام می‌شود. آزمایش صحت شامل اعمال بارهای پیاپی بزرگتر درکش مهار (tieback)با جک بارگیری است، که امکان ضبط یک منحنی افزایش طول -بار کشش را با توجه به قرائت سنج می‌دهد. این روش ساده برای آزمایش هر کش مهار که برای آن تست عملکرد انجام نشده‌است، استفاده می‌شود.
تست عملکرد روشی مطمئن تر برای پیش‌بینی رفتار افزایش طول -بار کشش هر کش مهار است و بر روی تعداد مشخصی ازکش‌های مهار (tiebacks) در یک پروژه انجام می‌شود. برای آزمایش عملکرد، یک توالی خاص از بارهای افزایشی و کاهشی، با استفاده از تجهیزات مشابه با تجهیزات مورد استفاده در آزمایش صحت، اعمال می‌شود. به‌طور معمول، حداکثر بار اعمال شده در طول آزمایش، تقریباً ۲۰ تا ۳۰٪ از بار طراحی سیستم کش مهار (tieback)تجاوز خواهد کرد. رفتار خزش سیستم کش مهار (tieback)نیز می‌تواند طبق روال یادشده مورد مطالعه قرار گیرد.